# Potyczka na polanie Huciska
Potyczka na polanie Huciska – starcie stoczone 16 lipca 1809 we wczesnych godzinach porannych na polanie Huciska. Była jedynym starciem zbrojnym ze zbójnikami tatrzańskimi, o którym dochowały się do współczesności szczegółowe informacje.

## Tło zdarzeń
Rozbiory Polski przyczyniły się do znacznej intensyfikacji zjawiska zbójnictwa w Karpatach. Panujące niepokoje ułatwiały ucieczkę przed odpowiedzialnością prawną, a górskie bandy były zasilane przez dezerterów oraz unikających poboru. Służba w wojsku austriackim najpierw była dożywotnia, a od roku 1802 – dwunastoletnia, toteż budziła powszechną trwogę.
Chociaż na początku XIX wieku zbójnictwo tatrzańskie było najbardziej nasilone od strony Liptowa, nie brakowało także grup składających się z Podhalan. Jedną z takich drużyn kierował z powodzeniem harnaś Stanisław Kubin – dokonał wielu udanych napadów, a okres jego działalności mógł rozciągać się nawet na kilkanaście lat. Tak długie zbójowanie w warunkach karpackich było rzadkością.
7 lipca 1809 w Cichem drużyna Kubina zaatakowała dom Tomasza Tylki, stosunkowo bogatego wieśniaka. Zbójnicy próbowali zmusić go do wskazania skrytki z kosztownościami, torturując jego oraz jego żonę (między innymi przy użyciu rozżarzonego żelaza). Postępek ten wzbudził powszechne oburzenie, a po kilku dniach zorganizowano obławę na napastników. W nocy z 15 na 16 lipca banda została osaczona przez przeważające siły podczas hulanki na Huciskach.
Oddziałem dowodził Ignatz Görtler de Blumenfeld – leśniczy witowski i poroniński, pełnomocnik gubernatora Galicji; miał pod komendą nieznaną liczbę swoich pracowników leśnych. Współpracował z nim Andrzej Siuty, wójt Witowa. Przyprowadzeni przez Siutego górale (ochotnicza straż obywatelska), także w nieznanej liczbie, byli przeważnie niedostatecznie uzbrojeni.

## Przebieg starcia

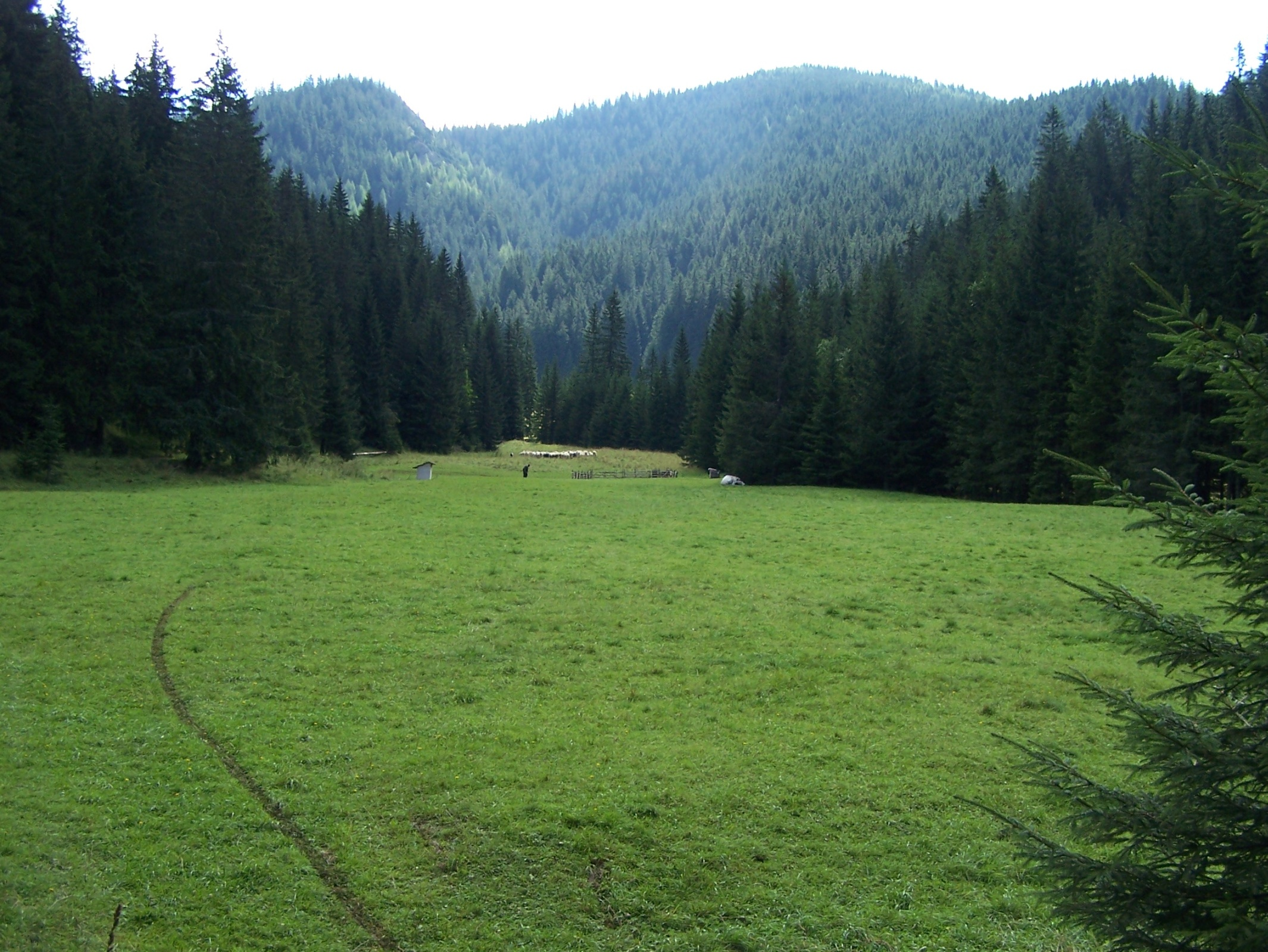
Miejsce potyczki

Po całonocnej obserwacji Blumenfeld zdecydował się na atak około godziny czwartej nad ranem, kiedy było już stosunkowo jasno. Nie uzyskał jednak przewagi wynikającej z zaskoczenia, ponieważ jeden z młodszych zbójników pełnił wartę, na rozkaz Kubina powstrzymawszy się od spożycia alkoholu. Drużyna przywitała atakujących zmasowanym ogniem, wskutek którego Andrzej Siuty zginął na miejscu. Blumenfeld i jeden z jego pracowników leśnych także otrzymali postrzały.
Górale towarzyszący obławie, widząc upadek swojego wójta, rozpoczęli nieskoordynowany odwrót, przez co proporcje sił odwróciły się. Leśniczy wraz z pomocnikami również musiał podjąć ucieczkę. Ostrzeliwując się podczas odwrotu, Blumenfeld trafił w płuca jednego z przeciwników – przypuszczalnie Józefa Łuszczka – który skonał po kilku godzinach lub dniach, ale zwycięstwo zbójników było całkowite. Łącznie w czasie walki wystrzelono około pięćdziesięciu pocisków. Poważnie ranny i osamotniony, pełnomocnik gubernatora dopiero następnego dnia z trudem powrócił do Witowa.

## Skutki zdarzeń
Drużyna Stanisława Kubina uniknęła rozbicia i utrzymała cenną dla siebie bazę w szałasach Doliny Chochołowskiej. Wydaje się, że jeszcze w następnym roku dokonywała napadów. Ze względu na postępujące ucywilizowanie Podtatrza, położenie zbójników było jednak na dłuższą metę beznadziejne. Wiadomo, że spośród pozostałych członków bandy jeszcze dwóch zginęło w walce, a dwóch innych zgładził wymiar sprawiedliwości, natomiast losy harnasia są nieznane.
W latach 1816–1820, kiedy to rząd austriacki podjął bardziej zdecydowane działania, łącznie zabito w Tatrach około siedemdziesięciu zbójników. Zjawisko to nigdy już się w pełni nie odrodziło i występowało odtąd tylko sporadycznie, aby w drugiej połowie XIX wieku całkowicie zaniknąć. Z perspektywy czasu można stwierdzić, że Blumenfeld wraz z innym ówczesnym leśniczym, Franciszkiem Kleinem, odegrali kluczową rolę w jego zwalczaniu.

## Upamiętnienie
Na Huciskach znajduje się krzyż poświęcony pamięci Andrzeja Siutego, a na nieodległej Siwej Polanie – kamienna kapliczka wystawiona dla Józefa Łuszczka. Zabytki te są uznawane za istotną atrakcję turystyczną Doliny Chochołowskiej. Wiedza o przebiegu potyczki, kiedyś skąpa, została znacząco poszerzona, gdy 97-letni wówczas profesor Eugeniusz Waniek odnalazł podczas porządkowania prywatnego archiwum notatki sporządzone przez Blumenfelda, a wśród nich – szczegółowy szkic z pola walki. Zainspirowany tym odkryciem, Tomasz Krzyżanowski napisał sztukę teatralną zatytułowaną Gombica Staska Kubina.

## „Teczka Blumenfelda” – dane uczestników starcia

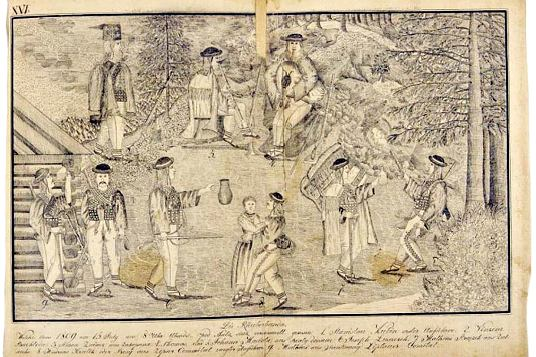
szkic Blumenfelda

Wydobycie na światło dzienne wspomnianych notatek, czyli tak zwanej „teczki Blumenfelda”, było cennym zdarzeniem dla historyków i etnografów badających Podhale. Najważniejszym z odnalezionych dokumentów był szczegółowy rysunek drużyny zbójnickiej i pola walki. Ze względu na mnogość detali ubioru i fizjonomii należy przypuszczać, że austriacki leśniczy sporządził pierwszy szkic jeszcze w ramach nocnej obserwacji przed bitwą, a uzupełnił go do ostatecznego kształtu wkrótce potem, zapewne podczas rekonwalescencji po postrzale. Rysunek z drobiazgowymi opisami pozwolił, między innymi, określić pełny skład osobowy grupy zbójników:
- Stanisław Kubin – harnaś, pochodzący z Zakopanego;
- Jędrzej Krulik „Bosy” – zastępca harnasia;
- Wincenty Bachleda – były huzar węgierski, dezerter;
- Józef Łuszczek – brak bliższych danych;
- Jan i Tomasz Maciatowie – muzykanci z Białego Dunajca;
- Maciej Strączek – ubogi chłop z Zubsuchego;
- Matias Szentivany – Słowak;
- Szymon Zwijacz – przyjaciel Matiasa, wąsaty i silnie zezowaty;
- nieznana z imienia dziewczyna, która uczestniczyła w zbójnickiej zabawie dobrowolnie lub nie – nie brała udziału w walce[3].